# Noise
Noise —en español: ruido—, también conocido como ruidismo, es una categoría de música que se caracteriza por el uso expresivo del ruido dentro de un contexto musical. Este tipo de música tiende a cuestionar la distinción que se hace en las prácticas musicales convencionales entre el sonido musical y no musical. La música noise incluye una amplia gama de estilos musicales y prácticas creativas basadas en sonidos, que cuentan con el ruido como un aspecto primordial. Pueden incluir ruido generado acústicamente o electrónicamente, e instrumentos musicales tradicionales y no convencionales. También puede incorporar el sonido en directo de máquinas, técnicas vocales no musicales, medios de audio físicamente manipulados, grabaciones de sonido procesadas, grabación de campo, ruido generado por computadora, proceso estocástico y otras señales electrónicas producidas al azar como la saturación, acople, ruido estático, silbidos y zumbidos. También puede haber énfasis en altos niveles de volumen y largas piezas continuas. De manera más general la música noise puede contener aspectos como la improvisación, técnicas extendidas, cacofonía y la indeterminación, y en muchos casos se suele prescindir del uso convencional de la melodía, la armonía, el ritmo y el pulso.
El movimiento de arte futurista fue importante para el desarrollo de la estética del noise, al igual que el movimiento de arte dadaísta (un buen ejemplo es el concierto Antisymphony realizado el 30 de abril de 1919 en Berlín), y más tarde los movimientos artísticos surrealista y Fluxus, específicamente los artistas de Fluxus Joe Jones, Yasunao Tone, George Brecht, Robert Watts, Wolf Vostell, Yoko Ono, Nam June Paik, Ocean Music de Walter De Maria, Broken Music Composition de Milan Knížák, los trabajos tempranos de La Monte Young y Takehisa Kosugi.

## Historia
Sus antecedentes se remontan al artista de música futurista Luigi Russolo, con sus máquinas de ruidos, y la creación del Manifiesto Futurista titulado "L'Arte dei Rumori" traducido como "El arte de los Ruidos".
Ver artículo principal sobre el Japanoise
Japón ha ofrecido muchos exponentes de este género, denominado japanoise, uno de los músicos más importantes, Masami Akita (conocido por su seudónimo artístico Merzbow) declaró que «Si por ruido (noise) nos referimos a un sonido incómodo, entonces la música pop es ruido para mí». 
Otro exponente sería Hanatarash, liderado por Yamantaka Eye, cuyas presentaciones consistían enteramente en «destrucción en vivo», posteriormente Boredoms, orientado a un sonido más psicodélico con la misma tendencia noise. Algunos artistas destacados son The Gerogerigegege, Massona, The Incapacitants, Frontal.
Generalmente se distingue entre el noise y géneros como el noise rock y el noise pop, pertenecientes a la corriente del rock alternativo que incorporan elementos de disonancia, guitarras fuertemente distorsionadas y feedback a una estructura basada en subgéneros del rock (como el rock alternativo, el metal, y el punk, y en el caso del noise pop, de influencias pop en adición a aquellas de rock), lo que los distancia del abandono de cualquier estructura o género propuesto por los artistas de noise.
La banda más famosa es exponer la esencia del noise como concepto musical es Einstürzende Neubauten, formada en Berlín en 1980 y que se caracterizaron por usar objetos como taladros eléctricos, martillos, metal y demás objetos que encontraban en fábricas abandonadas. 

## Características
Es una fluctuación de todas las frecuencias con variación de amplitud, por lo mismo no tiene tono.

## Harsh noise
El harsh noise es un subgénero extremo de la música noise caracterizado por el uso intensivo de distorsión, realimentación, síntesis por modulación de frecuencias, efecto Larsen, refracción, capas de sonido abrasivo y ausencia de estructuras musicales convencionales. Su enfoque está basado en la manipulación del sonido crudo para generar texturas caóticas y a menudo agresivas, con una producción que suele enfatizar la saturación y la aleatoriedad sonora.  

### Características
El harsh noise se distingue por varios elementos clave:  
- Uso extremo de la distorsión y el feedback: Los artistas manipulan frecuencias altas y bajas para generar sonidos caóticos y abrasivos.

- Ausencia de ritmo o melodía: A diferencia de otros géneros musicales, el harsh noise no sigue patrones rítmicos ni progresiones armónicas.

- Improvisación y aleatoriedad: Muchos proyectos de harsh noise improvisan en vivo utilizando pedales de efectos, sintetizadores, micrófonos de contacto y cintas magnéticas.

- Altos volúmenes y saturación sonora: Las composiciones pueden ser físicamente agresivas para el oyente, con sonidos ensordecedores y distorsionados.

- Énfasis en la textura y el impacto sensorial: Más que buscar una estructura musical tradicional, el género se enfoca en provocar reacciones emocionales y físicas a través del sonido.

### Historia y Desarrollo
El harsh noise tiene sus raíces en la música experimental y el industrial de los años 70, con influencias de artistas como Throbbing Gristle, Whitehouse y SPK, quienes exploraron el ruido como una forma de expresión artística y política.  
En los años 80, el género se consolidó con la escena japonesa de noise, donde figuras como Merzbow, Masonna, Incapacitants y Hanatarash llevaron el sonido a extremos de volumen e intensidad inéditos. Al mismo tiempo, en Occidente surgieron artistas como The Haters, Prurient, Wolf Eyes y Kevin Drumm, quienes expandieron el género con enfoques propios.   

### Impacto y Recepción
El harsh noise es un género de nicho con una audiencia reducida pero dedicada, a menudo vinculado a la cultura del DIY (hazlo tú mismo) y la experimentación sonora. Ha influenciado en bandas de noisecore, noisegrind, drone, la música industrial y algunas corrientes del black metal y el grindcore.  
A pesar de su naturaleza abrasiva y difícil de digerir, el harsh noise ha sido explorado por músicos de diversos ámbitos como una forma de arte sonoro, y sigue siendo un campo de experimentación en la música underground y la electrónica extrema.